# Hermann von Staabs
 Hermann Friedrich von Staabs (Württemberg, 11. ožujka 1859. -  Kassel, 25. veljače 1928.) je bio njemački general i vojni zapovjednik. Tijekom Prvog svjetskog rata zapovijedao je s XXXIX. pričuvnim korpusom na Rumunjskom i Zapadnom bojištu. 

## Vojna karijera
Hermann von Staabs rođen je 11. ožujka 1859. godine u Württembergu. Većinu vojne karijere Staabs je proveo kao stožerni časnik gdje se uzdigao do važnih zapovjednih mjesta u odjelu za željeznice. U srpnju 1913. Staabs je postao zapovjednikom 37. pješačke divizije smještene u Allensteinu na čijem je čelu i dočekao početak Prvog svjetskog rata.

## Prvi svjetski rat
Na početku Prvog svjetskog rata 37. pješačka divizija se nalazila u sastavu 8. armije na Istočnom bojištu. Zapovijedajući navedenom divizijom Staabs sudjeluje u velikoj njemačkoj pobjedi u Bitci kod Tannenberga, kao i u Prvoj bitci na Mazurskim jezerima. U lipnju 1915. postaje zapovjednikom 3. pješačke divizije zamijenivši na tom mjestu Gustava von Hollena.
U srpnju 1916. Staabs je imenovan zapovjednikom XXXIX. pričuvnog korpusa zamijenivši na tom mjestu Otta von Lauensteina. S navedenim korpusom koji se nalazio u sastavu 9. armije Staabs sudjeluje u invaziji na Rumunjsku. Nakon što su njegove jedinice zauzele Bukurešt, Staabs je 11. prosinca 1916. odlikovan ordenom Pour le Mérite. 
U prosincu 1917. Staabs je promaknut u generala pješaštva, da bi u ožujku XXXIX. pričuvni korpus kojim je Staabs zapovijedao u sastavu 2. armije sudjelovao u njemačkoj Proljetnoj ofenzivi. 

## Poslije rata
Nakon rata Staabs je napisao knjigu u kojoj je osporio Moltkeovo gledište da su njemačke željeznice bile dovoljno razvijene da mogu osigurati brzo premještanje trupa za vođenje rata na dva fronta. Hermann von Staabs preminuo je 7. rujna 1940. godine u 82. godini života u Kasselu.

## Vanjske poveznice
(eng.) Hermann von Staabs na stranici Prussian Machine.com

(njem.) Hermann von Staabs na stranici Deutschland14-18.de